# 鈴木大輔 (作家)
鈴木大輔（20世紀—），是日本的輕小說作家。以《節哀唷♥二之宮同學》一作獲取第16屆富士見Fantasia長篇小說大賞佳作出道。

## 作品列表
- 富士見Fantasia文庫
  - 《節哀唷♥二之宮同學》系列（2004年9月－2008年9月）台灣角川代理，全10卷，完結。[1]
  - 《抱歉囉♥二之宮同學》系列（2006年1月－2009年1月）台灣角川代理，全7卷，完結。
  - 《1×10 藤宮十貴子は懐かない（日语：1×10_藤宮十貴子は懐かない）》系列（2009年9月－）
  - 《尼特族吸血鬼‧江藤（日语：ニート吸血鬼、江藤さん）》系列（2009年9月－）東立出版社代理。
  - 《鳩子與我的愛情喜劇（日语：鳩子さんとラブコメ）》（2012年2月－）台灣角川代理

- 富士見Mystery文庫
  - 《空とタマ_-Autumn_Sky,Spring_Fly-（日语：空とタマ -Autumn Sky,Spring Fly-）》（2006年7月）全1卷。

- MF文庫J
  - 《就算是哥哥，有愛就沒問題了，對吧》系列（2010年12月－2019年1月）東立出版社、天聞角川代理，全12卷。
  - 《就只為表達宮本櫻有多可愛而存在的小說》（2020年3月 - ）東立出版社、繪者: rurudo

- DASHX文庫
  - 《無可挑剔的戀愛喜劇（日语：文句の付けようがないラブコメ）》（2014年11月－2017年12月），繪者：肋兵器。東立出版社代理。
  - 《雖然不確定你會不會喜歡我，但是我有自信愛上你》（2017年12月－），繪者：。青文出版社代理。

## 外部連結
- （日語） 富士見書房 （页面存档备份，存于）
- （日語） MF文庫J （页面存档备份，存于）